# Lithostege gigantea
Lithostege gigantea är en fjärilsart som beskrevs av Bytinsky-salz och Brandt 1937. Lithostege gigantea ingår i släktet Lithostege och familjen mätare. Inga underarter finns listade i Catalogue of Life.